# Kostel svatého Isidora (Nové Losiny)
Kostel svatého Isidora, zemědělce z Madridu v Nových Losinách je barokní stavbou ze začátku 18. století, později upravovanou. Převážně klasicistní jednolodní stavba vytváří výraznou dominantu v horské krajině. Kostel, zasvěcený svatému Isidorovi z Madridu, byl v roce 1964 zapsán na seznam kulturních památek.

## Historie
V dolní části obce byla na vyvýšeném místě vybudována malá zděná kaple se zvonicí v roce 1711 až 1714, která byla filiálním kostelem pod děkanstvím Kolštejn. V roce 1722 byla kaple vysvěcena ke cti svatého Isidora, patrona rolníků a dobré úrody. V roce 1731 byl do kaple zavěšen zvon sv. Emanuel, ulitý olomouckým mistrem Olafem Obergem. V roce 1777 byla kaple z kapacitních důvodů rozšířena dřevěnou přístavbou.

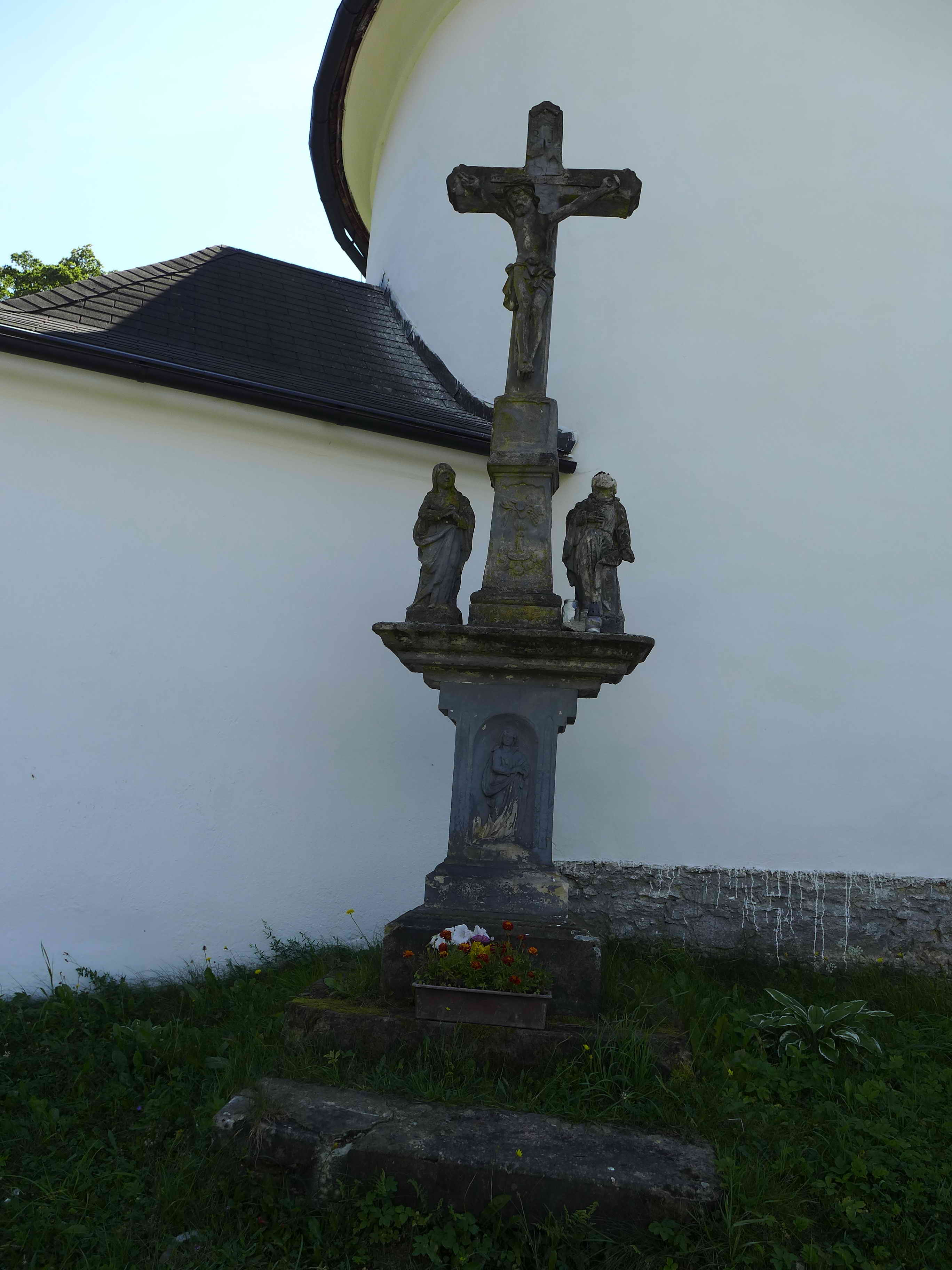
Sousoší Kalvárie u kostela v Nových Losinách

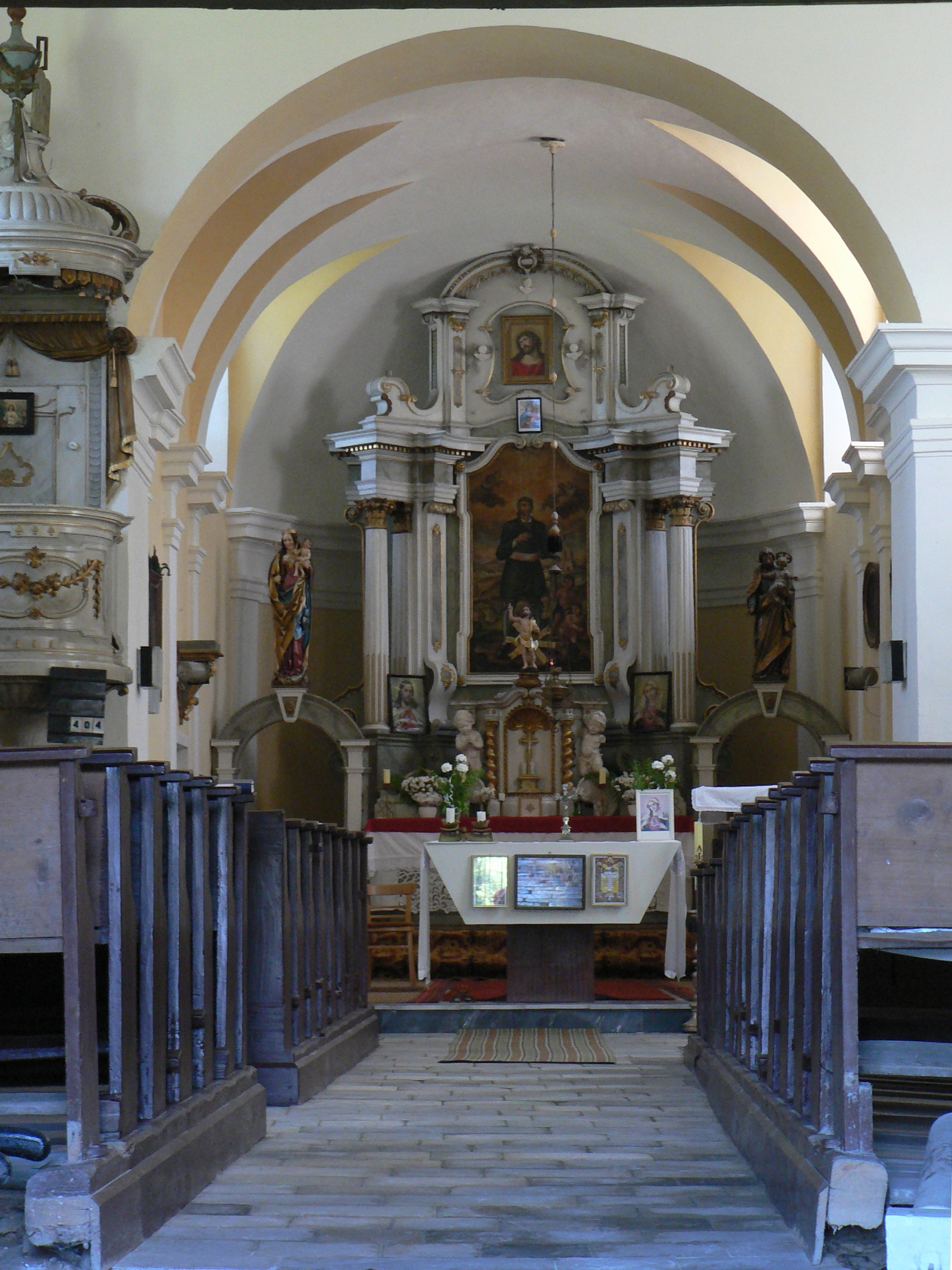
Interiér kostela

V roce 1784 byla kaple povýšena na farní kostel a vznikla samostatná farnost Nové Losiny. Kostel byl znovu přestavěn. Byla zrušena dřevěná přístavba a místo ní vyzděna nová hlavní loď, bez věže a kratší, než je současná délka lodi. Do konečné podoby byl kostel přestavěn v letech 1819 až 1821. Hlavní loď byla prodloužena a před ni byla vystavěna vysoká věž. V roce 1873 byla opravena střecha.
V září 1924 byly vysvěceny nové kostelní zvony, které byly pořízeny z darů místních obyvatel jako náhrada za původní, zrekvírované v době 1. světové války. V roce 1928 byl renovován interiér kostela a osazena nová okna. Po 2. světové válce byla většina obyvatel obce odsunuta a kostel chátral. Od konce šedesátých let byl kostel několikrát vymalován, upraven interiér, položena nová podlaha. V roce 2014 byl při rekonstrukci věže nalezen v báni dopis, který tam v roce 1873 zanechali místní občané. Kromě stručné historie kostela obsahoval i několik stříbrných a zlatých mincí.

## Popis kostela
Jednolodní kostel stojí na vyvýšeném místě a vytváří výraznou dominantu v horské krajině. Obdélníková loď je uzavřena půlkruhovým kněžištěm, ke kterému byla přistavěna čtyřhranná přízemní sakristie. Druhá sakristie s valbovou střechou přiléhá k severovýchodnímu rozhraní lodi a kněžiště. Na západní straně kostela stojí hranolová věž s cibulovou střechou, lucernou a makovicí s vetknutým křížem. K severní zdi věže je připevněn dřevěný misijní kříž z roku 1899.
Součástí areálu kostela je památkově chráněné sousoší Kalvárie z první poloviny 19. století.

## Interiér
Kostel je vybaven cenným vnitřním zařízením zlidovělého charakteru. Hlavní a boční oltář a kazatelnu zhotovil stolařský mistr Hans Mück roku 1832. Oltářní obraz sv. Isidora a volně zavěšený původně oltářní obraz Narození Krista jsou signovány Josefem Rotterem. V západní části lodi je dřevěná hudební kruchta. V lodi klasicistní korunový lustr z první čtvrtiny 19. století, tvořený závěsy a girlandami čoček z čirého skla.